# Habitatge al carrer Serral, 20
L'Habitatge al carrer Serral, 20 és una obra de Castellví de Rosanes (Baix Llobregat) inclosa a l'Inventari del Patrimoni Arquitectònic de Catalunya.

## Descripció
Habitatge de planta baixa amb la façana arrebossada. Les obertures són allindades, força senzilles, amb la porta al centre, flanquejada per finestres. Dalt de l'edifici a tall de remat s'hi troben alguns orificis de ventilació. La casa està tancada per una barana d'obra amb reixa de ferro força senzilla.
Destaquem els motius ornamentals fets de ceràmica verda i esgrafiats sobre maó, formant decoracions florals molt esquemàtiques.